# 4458 Oizumi
4458 Oizumi (1990 BY) là một tiểu hành tinh vành đai chính được phát hiện ngày 21 tháng 1 năm 1990 bởi Yoshio Kushida và Osamu Muramatsu ở Yatsugatake.